# Gaultheria rupestris
Gaultheria rupestris là một loài thực vật có hoa trong họ Thạch nam. Loài này được (L.f.) R.Br. mô tả khoa học đầu tiên năm 1810.